# Tartessiska

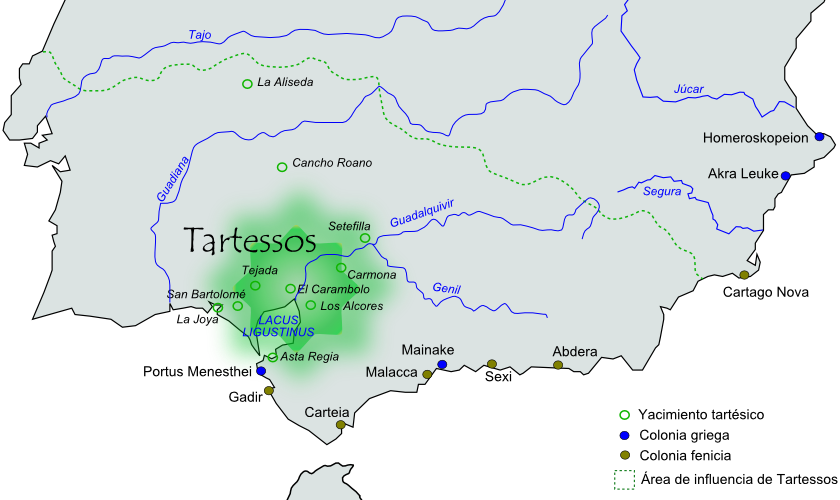
Ungefärlig utbredning för området under tartessiskt inflytande

Tartessiska är ett utdött språk som talades i på den Iberiska halvön under forntiden. Det är endast känt genom ett antal inskrifter i området kring Tartessos. Språket är med all sannolikhet helt olikt det iberiska språket, och det finns ingen säker koppling till något annat känt språk. Det antas ha dött ut efter 600-talet f.v.t.
De områden där man har funnit inskrifter täcker den sydvästra delen av Iberiska halvön, i vad som i dag är södra Portugal (Algarve och södra Alentejo), och Spanien (södra Extremadura och västra Andalusien). Det finns 95 inskrifter, varav den längsta innehåller 82 läsbara tecken. Ungefär en tredjedel av dessa har hittats på gravplatser från äldre järnåldern eller i andra gravsammanhang förknippade med rika och komplexa begravningar. Inskrifterna brukar dateras till 600-talet f.Kr., men de sydvästliga inskrifterna – de äldsta paleoiberiska skrifterna, med tecken som påminner starkt om vissa feniciska bokstäver – dateras till omkring 825 f.Kr.  Enligt språkhistorikern John T. Koch (2011) är dessa de tidigaste skriftliga källorna som hittats i Västeuropa längs Atlanten.

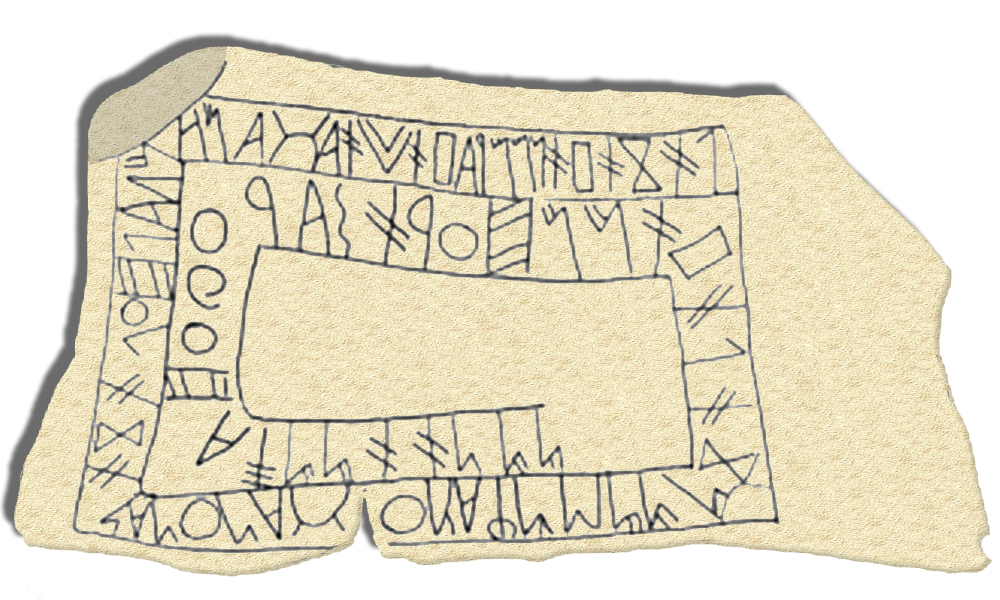
Fonte Velha (Bensafrim, Lagos i Portugal)

Det råder allmän enighet om att området under tartessiskt inflytande låg mellan Huelva och floden Guadalquivirs dalgång.  Jesús Rodríguez Ramos (2005) menar att de inskrifter som hittats snarare tillhör mer perifera kulturer, eftersom de huvudsakligen är lokaliserade utanför Tartessos egentliga område. Koch (2010) argumenterar dock för att termen tartessiska är en lämplig benämning för språket, eftersom sambandet med det historiskt och arkeologiskt dokumenterade kungariket Tartessos framstår som alltmer sannolikt – särskilt eftersom många av de stelar där inskrifterna återfinns har använts som gravmarkörer i just tartessiska sammanhang.